# Objawy tarczycowe
Opisano szereg objawów obserwowanych w nadczynności tarczycy i chorobie Gravesa-Basedowa (objawy nadczynności tarczycy, objawy tarczycowe). Niektóre z nich to:
- objaw Kochera
- objaw Stellwaga
- objaw Möbiusa
- objaw Dalrymple'a
- objaw Jellinka
- objaw Joffroya
- objaw Bostona
- objaw Graefego
- objaw Loewiego
- objaw Brama
- objaw Grifforda
- objaw Popowa
- objaw Kniesa